# Плита моря Банда

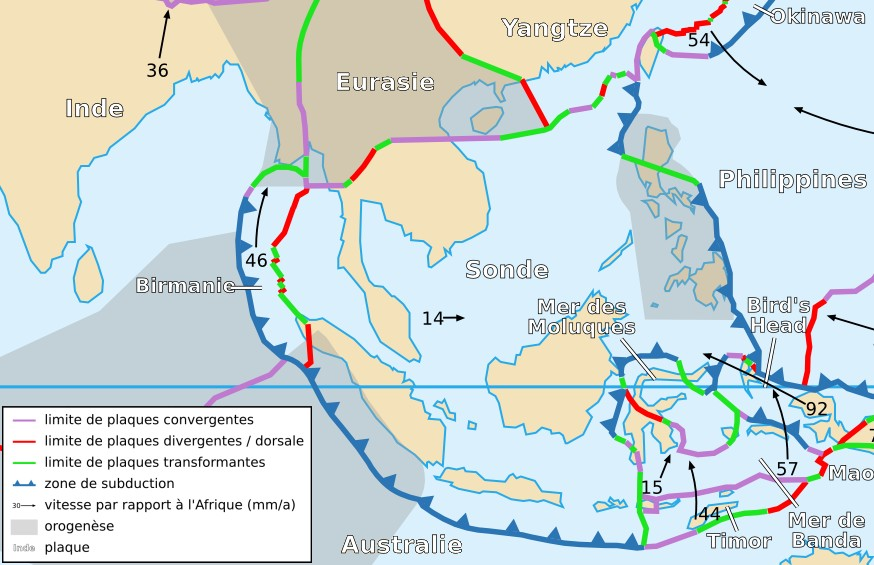
Плита моря Банда серед сусідніх плит (mer de Banda)

Плита моря Банда — невелика тектонічна плита, яка є підмурівком Банда в Південно-Східній Азії. Площа становить 0,01715 стерадіан. Зазвичай асоціюється з Євразійською плитою.
Ця плита також є підмурівком острова Сулавесі, весь острів Серам та острови Банда. За годинниковою стрілкою зі сходу вона межує з Плитою Голова Птаха, Індо-Австралійською плитою, Тиморською плитою, Сундською плитою і Плитою Молуккського моря. На західній межі є конвергентна границя, яка в основному відповідає горам на заході Сулавесі, зони субдукції існують на східній межі поблизу Серам і на південній межі з Тиморською плитою. 
Це дуже сейсмічно активний район має багато вулканів, а також епіцентр багатьох великих землетрусів, найбільший з яких відбувся у 1938, який вимірюються близько 8.5 балів за шкалою Ріхтера.